# Ленинградская улица (Хабаровск)
Ленинградская улица — магистральная улица в Центральном районе Хабаровска. Берёт начало в районе впадения Восточного шоссе в проспект 60-летия Октября. Далее проходит до улицы Серышева.

## История
До 1930-х годов называлась Николаевской в честь посещения города наследником престола цесаревичем Николаем в октябре 1890 года. Его поездка по Дальнему Востоку совпала с началом строительства во Владивостоке восточного участка Великой Сибирской железной дороги. 26 декабря 1938 года улица получила название Ленинградской в честь рабочих из Ленинграда, приехавших на стройки и его строителей.
На улице расположены привокзальная площадь и железнодорожный вокзал, две детские библиотеки, две школы, Христорождественский кафедральный собор, ряд организаций. Также на улицу выходят музей города Хабаровска и городской Дворец культуры.
В 2003 году на д. 7 открыта мемориальная доска Владимиру Синцеву, советскому военнослужащему, погибшему в Чеченской Республике в 1995 году.

## Объекты
- Дом № 19 — Городской дворец культуры[4].
- Дом № 21 — Средняя общеобразовательная школа № 33[5].
- Дом № 25 — Детская библиотека им. Николая Наволочкина.
- Дом № 28и — Торговый центр «Магнит», открыт в 2009 году. Бывший цех завода «Дальэнергомаш».
- Дом № 58 — железнодорожный вокзал станции Хабаровск-I
- Дом № 65 — Христорождественский кафедральный собор.

## Факты
В 2010-е педагоги детско-юношеского центра «Восхождение» придумали отмечать «День Ленинградской улицы» в октябре — по месяцу, когда улице дали первое название. Со временем праздник стал традиционным.